# 志川滝山城
志川滝山城（しかわたきやまじょう）は、戦国時代に備後国（現在の広島県福山市）にあった日本の城（山城）。

## 概要

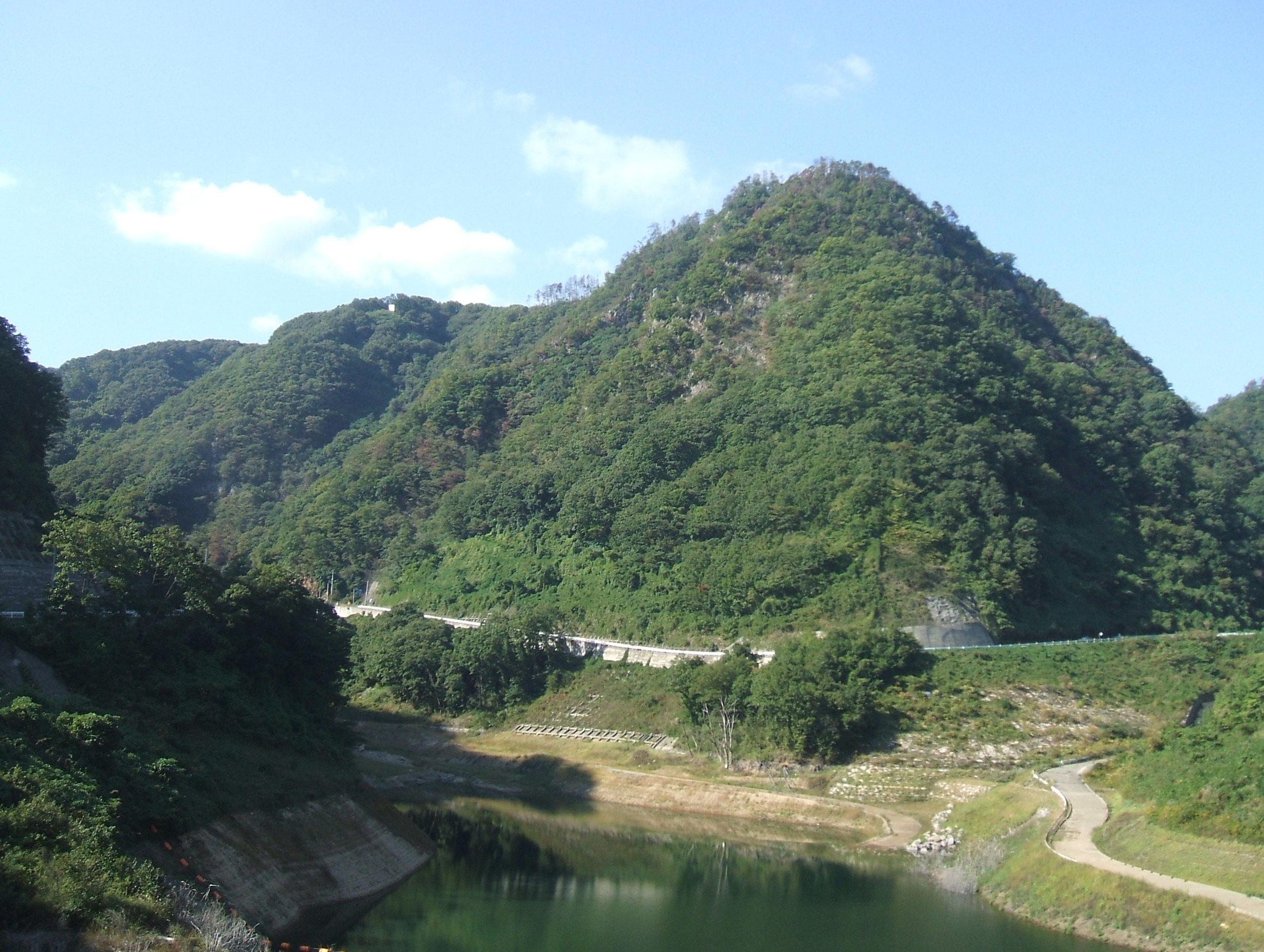
四川ダム湖「城山湖」から志川滝山城があった山を望む（2008年）

志川滝山城は戦国時代に備後国で一大勢力を誇っていた国人「宮氏」によって築かれたといわれ、神辺平野の北部、芦田川水系四川の水源地に近い急峻な山中に位置している。城郭は標高392mの山頂部の尾根に構築されたもので、神辺平野を一望できる位置にある。曲輪は山の山頂部を削平した長大な主郭を中心に周囲に帯郭、腰郭を配置し、更に東側には3条の堀切で隔てた出丸とも呼べる曲輪があり、この西端には櫓台が配されている。しかし、西側はなだらかな斜面であるにもかかわらず明確な防御施設が設けられず、この城の弱点となっており、実際、志川滝山城はこの部分から攻められて落城している。

## 歴史
江戸時代後期の地誌『西備名区』によると、志川滝山城は山野の戸屋ケ丸城主宮三郎義兼が明応元年（1462年）に築城し、以後3代にわたって居城としたとされる。天文21年（1552年）、中国地方の覇権を掌握しようとした毛利氏が備後国へ侵攻すると、尼子氏傘下であった宮氏は志川滝山城に篭城し、「志川滝山合戦」が勃発した。
江戸中期の軍記物語「陰徳太平記」によると、合戦は7月23日に行われ、籠城する宮光音以下380人に対し毛利元就は3800の兵で押し寄せ、1日で落城したという。宮光音は備中国に逃亡し、この結果、毛利氏は備後南部を勢力下に置くことになった。

## 現状
志川滝山城跡の南側にある渓谷には現在四川ダムが設置されており、当ダムの貯水湖は滅亡した当城にちなみ「城山湖」と名づけられた。なお四川ダムまでは大きな道路が整備されているが、そこから直接城跡に行くのは急峻な崖であり難しく、さらに上流の大谷池（明治期の貯水池）の土手に行きそこから目指すしかない。 